# Мятлик болотный
Мятлик болотный (лат. Póa palústris) — многолетний рыхлодерновинный злак, вид рода Мятлик (Poa).
Обыкновенный луговой и лесной злак, встречающийся по всей Евразии и Северной Америке.

## Ботаническое описание

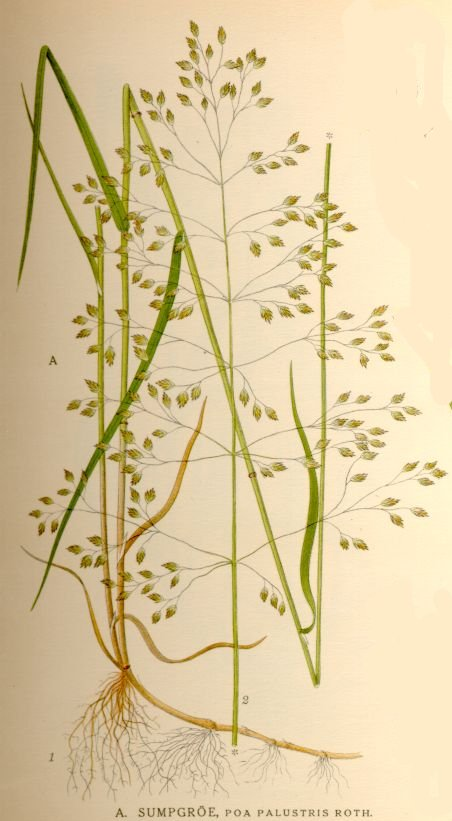

Многолетнее рыхлодерновинное растение с коротким корневищем, образующее столоны. Стебли 25—120 см высотой, прямостоячие или в нижних узлах приподнимающиеся, цилиндрические, ветвящиеся вневлагалищно или внутри- и вневлагалищно. Узлы цилиндрические или едва сплюснутые. Влагалища свободные почти до основания, голые или с редкими книзу направленными шипиками. Язычок 1,5—6 мм длиной (у верхних листьев длиннее, чем у нижних), гладкий или шероховатый, на конце тупой до острого, часто изорванный, нередко с ресничками. Пластинка листа (1,5)2—3(8) мм шириной, плоская, серовато-зелёная, шероховатая, на верхушке заострённая, отклонена от стебля на острый, реже почти прямой угол.
Соцветие — рыхлая метёлка (9)13—20(41) см длиной, с 25—100 и более колосками, в каждом узле с 2—9 сильно шероховатыми веточками 4—15 см длиной. До цветения метёлка сжата, веточки направлены кверху, затем они отгибаются. Колоски 3—5 мм длиной, ланцетовидной формы, уплощённые с боков. Цветки по (1)2—5 в колоске, ось колоска между цветками шероховатая, иногда голая, редко мелкощетинистая. Колосковые чешуи почти одинаковые, шиловидные до ланцетных, отчётливо килеватые. Нижняя цветковая чешуя 2—3 мм длиной, ланцетная, фиолетовая, ближе к верхушке рыжеватая, килеватая, по килю и краевым жилкам коротковолосистая. Верхняя цветковая чешуя с шероховатым килем.

## Распространение и экология
Широко распространённый в Евразии и Северной Америке вид.
Встречается по сырым и заболоченным лугам, на болотах, в лесах, у водоёмов, нередко доминируя вместе с лисохвостом луговым (Alopecurus pratensis), полевицей побегоносной (Agrostis stolonifera), канареечником тростниковидым (Phalaris arundinacea).
Требователен к влаге, хорошо переносит длительное затопление, но не переносит застоя воды. Требователен к богатству почвы питательными веществами. Мирится с кислыми почвами.
Растёт медленно. Полного развития достигает на 3-й год после посева. С весны развивается медленно.

## Значение и применение
Ценное пастбищное и сенокосное растение. При стравливании и скашивании хорошо отрастает. Устойчив к выпасу. При сенокосном использовании даёт второй обильный укос. Поедается животными охотно даже после цветения.
На Камчатке поедается северным оленем (Rangifer tarandus).

## Таксономия

### Синонимы
- Paneion palustre (L.) Lunell, 1917
- Paneion triflorum Lunell, 1915, nom. inval.
- Poa crocata Michx., 1803
- Poa depauperata Kit. ex Spreng., 1813
- Poa fertilis Host, 1805
- Poa fertilis var. palustris (L.) Peterm., 1838
- Poa glauca var. crocata (Michx.) M.E.Jones, 1912
- Poa janczewskii Zapał., 1906
- Poa kitaibelii Kunth, 1829, nom. illeg.
- Poa laevis Borbás, 1877
- Poa nemoralis var. fertilis (Host) Wimm., 1857
- Poa nemoralis var. palustris (L.) Wimm. & Grab., 1827
- Poa pinetorum Klokov, 1950
- Poa pseudonemoralis Schur, 1866
- Poa riparia J.P.Wolff ex Hoffm., 1800, nom. inval.
- Poa rotundata Trin., 1831
- Poa serotina Ehrh., 1791
- Poa serotina var. palustris (L.) Roem. & Schult., 1817
- Poa strictula Steud., 1854
- Poa triflora Gilib., 1792, nom. inval.
- Poa volhynensis Klokov, 1950

и другие.